# 松藤正伸
松藤 正伸（まつふじ まさのぶ、1992年4月27日 - ）は、東京都練馬区出身 の元サッカー選手。ポジションは主にディフェンダー（DF）。

## 来歴
同じ小学校で3学年上の加藤淳也がFC東京の下部組織に加入したことをきっかけに、2005年から自身も同クラブに加入。守備的なポジションへ配されるようになった。2009年には1期上の平出涼と共にCBで起用され、長身FWにも競り負けない強さと的確なカバーリングを武器に同年のJユースカップで優勝。2010年には武藤嘉紀、江口貴俊、佐々木陽次、廣木雄磨ら同期からの推薦を受け 主将を務めた。また、トップチームに2種登録されている。
2011年、明治大学に進学しサッカー部に所属。1年時には主にSBで先発出場の機会を掴み、走力を発揮。3期上の丸山祐市や2期上の松岡祐介が卒業してからはCBを主とした。2011年度の全日本大学選手権及び2013年度の総理大臣杯で準優勝。負傷に苦しむ時期もあったが、持ち前の対人の強さと粘り強い守備でチームを支え、2014年には副将を務めた。
2015年、JFL・ソニー仙台FCに加入。同年のリーグ優勝に貢献も、脱臼癖に苦しみ2016年は出場機会を減じた。
2017年、J3リーグに昇格したアスルクラロ沼津へ完全移籍。豊富な運動量、素早い攻守の切替え、縦への推進力でチームを勢い付けた。
2018年12月、現役引退が発表された。

## 所属クラブ
- 1997年 - 2004年 TTK SC
- 2005年 - 2007年 FC東京U-15深川
- 2008年 - 2010年 FC東京U-18 (東京都立保谷高等学校[1])
  - 2010年  FC東京 (2種登録[10])
- 2011年 - 2014年 明治大学体育会サッカー部
- 2015年 - 2016年  ソニー仙台FC
- 2017年 - 2018年  アスルクラロ沼津

## 個人成績
| 国内大会個人成績 | 国内大会個人成績 | 国内大会個人成績 | 国内大会個人成績 | 国内大会個人成績 | 国内大会個人成績 | 国内大会個人成績 | 国内大会個人成績 | 国内大会個人成績 | 国内大会個人成績 | 国内大会個人成績 | 国内大会個人成績 |
| 年度             | クラブ           | 背番号           | リーグ           | リーグ戦         | リーグ戦         | リーグ杯         | リーグ杯         | オープン杯       | オープン杯       | 期間通算         | 期間通算         |
| 年度             | クラブ           | 背番号           | リーグ           | 出場             | 得点             | 出場             | 得点             | 出場             | 得点             | 出場             | 得点             |
| 日本             | 日本             | 日本             | 日本             | リーグ戦         | リーグ戦         | リーグ杯         | リーグ杯         | 天皇杯           | 天皇杯           | 期間通算         | 期間通算         |
| ---------------- | ---------------- | ---------------- | ---------------- | ---------------- | ---------------- | ---------------- | ---------------- | ---------------- | ---------------- | ---------------- | ---------------- |
| 2014             | 明大             | 5                | -                | -                | -                | -                | -                | 2                | 0                | 2                | 0                |
| 2015             | S仙台            | 6                | JFL              | 24               | 1                | -                | -                | -                | -                | 24               | 1                |
| 2016             | S仙台            | 6                | JFL              | 13               | 0                | -                | -                | 0                | 0                | 13               | 0                |
| 2017             | 沼津             | 27               | J3               | 15               | 1                | -                | -                | 1                | 0                | 16               | 1                |
| 2018             | 沼津             | 27               | J3               | 5                | 0                | -                | -                | -                | -                | 5                | 0                |
| 通算             | 日本             | 日本             | J3               | 20               | 1                | -                | -                | 1                | 0                | 21               | 1                |
| 通算             | 日本             | 日本             | JFL              | 37               | 1                | -                | -                | 0                | 0                | 37               | 1                |
| 通算             | 日本             | 日本             | 他               | -                | -                | -                | -                | 2                | 0                | 2                | 0                |
| 総通算           | 総通算           | 総通算           | 総通算           | 57               | 2                | 0                | 0                | 3                | 0                | 60               | 2                |

その他の公式戦
- 2015年
  - JFLチャンピオンシップ 2試合0得点

出場歴
- 2015年3月15日：JFL初出場 - 1st第02節 vs栃木ウーヴァFC (栃木市総合運動公園陸上競技場)
- 2015年6月07日：JFL初得点 - 1st第15節 vs奈良クラブ (奈良県立橿原公苑陸上競技場)
- 2017年6月25日：Jリーグ初出場・初得点 - J3第14節 vsFC東京U-23 (江東区夢の島陸上競技場)

## 代表・選抜歴
- 東京都選抜
  - 2008年 国民体育大会サッカー競技[19] (ベスト16)
- U-18 Jリーグ選抜
  - 2010年 FUJI XEROX SUPER CUPフレンドリーマッチ[20]
- 全日本大学選抜
  - 2011年 アンジェロ・ドッセーナ国際ユース大会 (準優勝)

## タイトル
- JFAプリンスリーグU-18関東 (2008年、2009年、2010年)
- 日本クラブユースサッカー選手権 (U-18)大会 (2008年)
- Jユース・サンスタートニックカップ (2009年)
- アミノバイタルカップ (2013年)[21]
- 日本フットボールリーグ (2015年)